# Neoscona domiciliorum
La araña de fémur rojo manchado (Neoscona domiciliorum) es un arácnido perteneciente a la familia Araneidae del orden Araneae. Esta especie fue descrita por Hentz en 1847. El nombre del género Neoscona proviene de las palabras griegas “Neos” que significan lo joven o lo nuevo y la palabra “Kovio” que significa lleno de polvo. El nombre específico domiciliorum proviene del latín y significa de viviendas.

## Descripción
La hembra tiene un largo total que va de los 7,2 a los 16,2 mm; el macho tiene de 8-9 mm de largo total. El escapo del epigino en la hembra es relativamente corto, como en N. arabesca y tiene un par de protuberancias laterales cerca de la base; el abdomen tiene un marcado contraste, con un blanco o amarillo brillante en la superficie anterior dorsal. Tiene un color gris o pardusco, cubierto con gruesas setas blancas; cefalotórax con una banda negruzca que inicia en el borde; abdomen con varias marcas de color negro y puntos oscuros que rodean una forma de cruz; patas marrón-rojizo en la base con anillos negruzcos; parte ventral del abdomen con una mancha negra en el centro mismo que tiene cuatro puntos blancos.

## Distribución
En Estados Unidos se le puede encontrar desde el oriente de Massachusetts e Indiana a Florida y Texas, también se puede encontrar en México.

## Hábitat
A esta especie de araña se le puede encontrar en cultivos, sobre la hierba, en planicies inundadas, en huertos de limón, sobre árboles, arbustos, y en lugares oscuros

## Estado de conservación
No se encuentra dentro de ninguna categoría de riesgo en las normas nacionales o internacionales.